# Neva Gilbert
Neva Gilbert (Nueva York, 1 de septiembre de 1929-Lake Worth, 12 de noviembre de 2022) fue una modelo estadounidense. Fue Playmate del mes en la revista Playboy para el número de julio de 1954.
Ya que Playboy no reunía información sobre sus Playmates hasta 1959, poco es conocido sobre su pasado. Es más probable que ella naciera a mediados de los años 30.
En esa época, Playboy no encargaba sus propias sesiones fotográficas. Las fotos de Gilbert eran en verdad tomadas por un fotógrafo privado, quien las vendió a la Baumgarth Calendar Company.  Hugh Hefner compró las fotos, junto con otras muchas modelos, y las publicó, para sorpresa de Gilbert. De acuerdo con ella, 

"En aquellos días, yo era una aspirante a actriz. Haría encargos con Marilyn Monroe. Hicimos algunas sesiones para un calendario por un fotógrafo llamado Tom Kelley. Unos pocos meses después, escuché que las fotos habían aparecido en una nueva revista llamada Playboy, pero no pude encontrar una copia. No vi mis páginas centrales hasta este año (1979)." [cita requerida]

Gilbert tuvo pequeños papeles en dos películas: Combat Squad (1953) y La angustia de vivir (1954). También apareció en varios producciones teatrales universitarias y off-Broadway, especialmente las obras de Tennessee Williams. Más tarde resurgió con la cita superior - y un nuevo posado semi-desnudo - en el artículo “Playmates Forever!” del número de diciembre de 1979 de Playboy.

## Filmografía
- La angustia de vivir (1954) (no acreditada) .... Lady
- Combat Squad (1953) .... Virginia